# Kamień Śląski
Kamień Śląski est une localité polonaise de la gmina de Gogolin, située dans le powiat de Krapkowice en voïvodie d'Opole.

## Histoire
De 1743 à 1945, Groß Stein fait partie de l'arrondissement de Groß Strehlitz (de) dans le district d'Oppeln au sein de la province de Silésie.